# Ignacio Cervantes
Ignacio Cervantes Kawanagh (L'Avana, 31 luglio 1847 – L'Avana, 29 aprile 1905) è stato un compositore cubano.
Fu molto influente nella creolizzazione della musica cubana. 

## Biografia
Bambino prodigio, fu allievo del pianista Juan Miguel Joval e successivamente del compositore Nicolás Ruiz Espadero nel 1859 e del compositore statunitense Louis Moreau Gottschalk. Gottschalk incoraggiò Cervantes a studiare al conservatorio di Parigi (1886-1870) sotto la guida di Antoine François Marmontel e Charles-Valentin Alkan. Qui ottenne il suo primo riconoscimento per la composizione nel 1886 e per l'armonia nel 1867. Suonò anche con Christina Nilsson e Adelina Patti.
Nel 1875 Cervantes e José White lasciarono Cuba dopo essere stato messo in guardia dal Governatore Generale: aveva scoperto che i due si stavano esibendo per tutto il paese e con il ricavato dei loro concerti finanziavano la causa della ribellione nella Guerra de los Diez Años. Negli Stati Uniti e nel Messico, Cervantes continuò a raccogliere fondi con i suoi concerti fino al Patto di Zanjón che portò ad una tregua. Tornò a Cuba nel 1878 per poi lasciarla nuovamente nel 1895, quando ebbe inizio la guerra d'indipendenza cubana.
Cervantes scrisse un'opera (Maledetto, 1895), veri pezzi per clavicembalo, zarzuela e il famoso Danzas Cubanas. Scrisse il brano Fusión de Almas con la figlia María Cervantes (1885-1981), che divenne una nota pianista, compositrice e cantante.
"Cervantes fu uno dei primi musicisti nelle Americhe a considerare che il nazionalismo è la conseguenza dei tratti caratteristici delle persone; è stato un grande esempio per i compositori successivi".